# 朱利叶斯·里贝克
小朱利叶斯·里贝克（英語：Julius Rebek, Jr.，1944年4月11日—）是一位匈牙利裔美国化学家，主攻分子自组装，1994年当选美国国家科学院院士。